# 横代官町
横代官町（よこだいかんちょう）は、愛知県名古屋市東区の地名。

## 歴史

### 地名の由来
江戸時代、当地に大代官太田九左衛門が居住していたことに由来するとも、代官の家来が当地に居を構えたことによるともいう。東西の本町（竪代官町）に対して、枝町を指す横の字を添えたものである。

### 沿革
- 江戸時代 - 名古屋城下町において、横代官町として所在[1]。
- 1878年（明治11年）12月20日 - 名古屋区横代官町となる[1]。
- 1889年（明治22年）10月1日 - 名古屋市成立に伴い、同市横代官町となる[1]。
- 1908年（明治41年）4月1日 - 東区成立に伴い、同区横代官町となる[1]。
- 1941年（昭和16年）12月10日 - 葵町・布池町の各一部を編入する[1]。
- 1976年（昭和51年）1月18日 - 一部が代官町・葵一丁目に編入される[5]。
- 1981年（昭和56年）9月13日 - 代官町・徳川一丁目・筒井一丁目にそれぞれ編入され廃止[1]。